# NGC 4603D
NGC 4603D is een balkspiraalstelsel in het sterrenbeeld Centaur. Het hemelobject werd op 8 juni 1834 ontdekt door de Britse astronoom John Herschel.

## Synoniemen
- ESO 322-55
- MCG -7-26-29
- DCL 130
- IRAS 12394-4033
- PGC 42640